# Juan Román Riquelme
Juan Román Riquelme   (San Fernando Partido, 24 de juny de 1978) és un exfutbolista argentí que va jugar com a migcampista o mitjapunta. Format en les divisions inferiors de l'Argentinos Juniors, va jugar al Boca Juniors, FC Barcelona i Vila-real CF.
Va ser part de la selecció juvenil sub-20 de l'Argentina, amb el qual va guanyar el Sud-americà Sub-20 de 1997 i el Mundial Juvenil de 1997. L'any 1997 va debutar amb la selecció de l'Argentina. Va ser part d'una de les etapes més glorioses en la història de Boca Juniors, club al qual deu els seus majors èxits i reconeixements. Entre ells destaquen cinc títols de lliga (Apertura 1998, Apertura 2000, Clausura 1999, Apertura 2008 i Apertura 2011), tres Copes Libertadores (2000, 2001, 2007), la Copa Intercontinental del 2000 i la Recopa Sud-americana del 2008.
Va ser distingit com el futbolista de l'any a Amèrica del Sud de l'any 2001, el Premi Don Balón al millor jugador estranger de la lliga espanyola en la temporada 2004-05, i com el millor futbolista de la Libertadores 2007. Creditor d'innombrables premis en la seva carrera esportiva, és recordat com el màxim ídol de la institució xeneize.
En 18 anys de carrera professional, Riquelme va fer 174 gols i va donar 247 assistències.

## Divisions inferiors
Va néixer el 24 de juny de 1978 en una família humil i és el més gran d'onze germans dels quals ell i el seu germà Cristian van dedicar la seva vida al futbol. El seu naixement, curiosament, va tenir lloc un dia abans del primer triomf argentí en una Copa Mundial de Futbol.
De nen va començar a relacionar la seva vida amb el món futbolístic, sent partícip en diferents partits realitzats en nens de la localitat de San Fernando, on va destacar jugant per diferents associacions i clubs de barri, fins que finalment va arribar l'oportunitat de provar-se en el seu primer club, l'Asociación Atlética Argentinos Juniors. Aquesta institució, situada al barri de la Paternal, convocaria a prova el jove futbolista quedant finalment fitxat per a les seves divisions inferiors. Al principi va fer de migcampista central, no obstant això les exigències que proposava el club feien que no aconseguís guanyar la titularitat.
La seva carrera esportiva va seguir a Argentinos Juniors fins a l'any 1996, quan en una operació aconsellada pel llavors entrenador Carlos Salvador Bilardo, el president del Club Atlético Boca Juniors, Mauricio Macri, va establir la compra de diversos jugadors de les divisions inferiors d'Argentinos Juniors, entre els quals figurava Riquelme. D'aquesta forma, el migcampista va fer peu en el club que l'acabaria de posar en el primer pla del futbol mundial.

## Boca Juniors (1996-2002)
La seva arribada al club va ser tota una prova de foc que va acabar sobreposant sense sobresalts, guanyant-se la consideració de Carlos Bilardo, qui va preparar el seu debut en el Torneig Apertura de 1996. En efecte, el debut oficial de Juan Román Riquelme, es va donar el 10 de novembre de 1996, quan va ser posat com a titular enfront del Club Atlético Unión a l'estadi de la Bombonera. El partit va acabar tancant amb un marcador de 2:0 a favor del conjunt de Boca, des d'aquest mateix dia el seu cognom va ser corejat per La Bombonera, el que fou un primer pas, aviat fou una idolatria i una relació de molt afecte entre l'afició i el jugador. Tretze dies després del seu debut, Riquelme va aconseguir marcar el seu primer gol en el futbol de primera divisió, en convertir el sisè gol d'una golejada propinada per Boca Juniors a CA Huracán. D'aquesta forma, Riquelme inaugurava la seva collita personal en els marcadors de cada partit.
Després d'haver debutat l'any 1996, Riquelme va iniciar en Boca Juniors una llarga travessia per aconseguir posar fi a una ratxa sense campionats des de 1992. Després dels pobres resultats obtinguts en la temporada 1996-97, Carlos Bilardo va renunciar a la direcció tècnica del club sent succeït per Héctor Veira. Si bé Boca va aconseguir a demostrar certa millorança en el seu nivell futbolístic, aconseguint el subcampionat de l'Apertura 1997, les participacions de Riquelme van minvar producte de la poca confiança que li brindava l'entrenador de torn. Després del campionat Clausura de 1998, Veira va abandonar l'equip sent reemplaçat primerament per Carlos María García Cambón (qui va tancar el campionat amb tres victòries consecutives) i més tard per Carlos Bianchi.
Aquest entrenador va arribar al club intentant renovar les seves estructures de cara a l'obtenció del campionat que ja feia sis anys se li negava a Boca. Una d'aquestes idees, estava en l'atac, on finalment va acabar formant un trident ofensiu molt temut en aquesta època. A més de retornar-li la titularitat a Riquelme, no solament li va deixar l'ús de la samarreta número 10, també li va donar la responsabilitat de comandar a l'equip i de proveir als davanters Guillermo Barros Schelotto i Martín Palermo. La seguretat d'Óscar Còrdoba, la sòlida defensa capitanejada per Hugo Ibarra i Jorge Bermúdez al costat de Walter Samuel i Rodolfo Arruabarrena, sumada al ferri mitgcamp integrat per Diego Cagna, Mauricio Serna i José Basualdo més el trident Román-Guillermo-Palermo, va acabar donant-li a Boca el títol del Torneig Apertura 1998, deixant enrere la sequera de sis anys. En la taula de posicions es van situar amb quaranta-cinc punts, traient-li nou de diferència al subcampió Club de Gimnasia y Esgrima La Plata. Aquest va ser el primer títol en la trajectòria esportiva de Riquelme.
L'any 1999 va tornar a mostrar un equip sòlid malgrat alguns canvis en l'alineació, ja sigui per lesions o per vendes de jugadors. Riquelme va mantenir el seu lloc i posició dins de l'equip, repetint el mateix esquema guanyador del torneig anterior, guanyant la seva segona corona consecutiva en obtenir el Torneig Clausura 1999, en el qual Riquelme va marcar set gols. Aquest bicampionat assolit amb Boca, no solament va enriquir el seu palmarès personal, sinó que el va portar directament al seu primer gran desafiament internacional, la Copa Libertadores 2000, instància a la qual Boca retornava després de sis anys. En aquesta competència van arribar a la final. La final es va produir el 21 de juny, en el Estadi Cícero Pompeu de Toledo de São Paulo i després d'una igualtat en el resultat global de 2:2, Boca es va imposar en definició per penals al Palmeiras en la final i va obtenir el certamen després de vint-i-dos anys.
Boca va disputar el 12 de novembre de 2000 en Japó la Copa Intercontinental, enfrontant a Reial Madrid. Riquelme va destacar des del principi i va col·laborar amb el triomf de Boca per 2:1, amb una assistència a Palermo de més de cinquanta metres. L'any 2001 Boca es va alçar novament amb la Copa Libertadores d'aquest any en imposar-se per penals al Cruz Azul de Mèxic a La Bombonera. Encara es recorda la imperial actuació del "Torero" en la tornada de les semifinals enfront de Palmeiras 2(2:2)3 en l'antic estadi Parc Antàrtica. A més, en aquesta ocasió, Riquelme va rebre el premi al «Millor Jugador de la Final de la Copa Libertadores».
El 10 de novembre de 2001 va participar en La Bombonera del partit acomiadada de Diego Armando Maradona, fins i tot Maradona li va regalar la seva samarreta a Riquelme, i va usar la 10 de Boca Juniors amb les sigles «Román» en l'esquena. Va finalitzar l'any amb el reconeixement de la premsa llatinoamericana, que ho va consagrar com «Futbolista sud-americà de l'any».

## F. C. Barcelona (2002-2003)
Després de ser distingit com el Futbolista de l'any a Sud-amèrica l'any 2001, va despertar l'interès de diversos clubs del futbol europeu. Finalment, després de certs frecs amb la directiva de Boca, va ser traspassat al Futbol Club Barcelona per una xifra que va rondar els tretze milions de dòlars. En el seu primer partit, un amistós disputat a Amsterdam, va marcar dos gols enfront del Parma. Malgrat això no va aconseguir adaptar-se del tot en els partits oficials i va despertar polèmica el fet que el llavors director «blaugrana», Louis Van Gaal, el fes jugar en una posició que no li permetia fer-ho tan còmodament, fins finalment ser relegat a la banqueta. L'estiu de 2003, la nova junta directiva presidida per Joan Laporta i el nou entrenador «culé», Frank Rijkaard va revolucionar el club amb l'objectiu de recuperar el nivell esportiu. En un any crític per al club en tots els aspectes, Riquelme va jugar trenta partits de La Lliga i va marcar tres gols. D'altra banda, en la Lliga de Campions de la UEFA 2002-03 el Barça va aconseguir el rècord d'onze victòries consecutives amb Riquelme com a conductor. Malgrat això, l'única derrota durant la seva estada en el club va ser justament davant la Juventus de Torí en quarts de final de la Lliga de Campions. Riquelme va disputar onze partits en la competició i va marcar dos gols. L'imminent arribada de Ronaldinho va provocar un excés de jugadors extra-comunitaris, i el cos tècnic va decidir junt amb la directiva cedir a Román al Vila-real Club de Futbol per dues temporades.

## Vila-real C. F. (2003-2006)

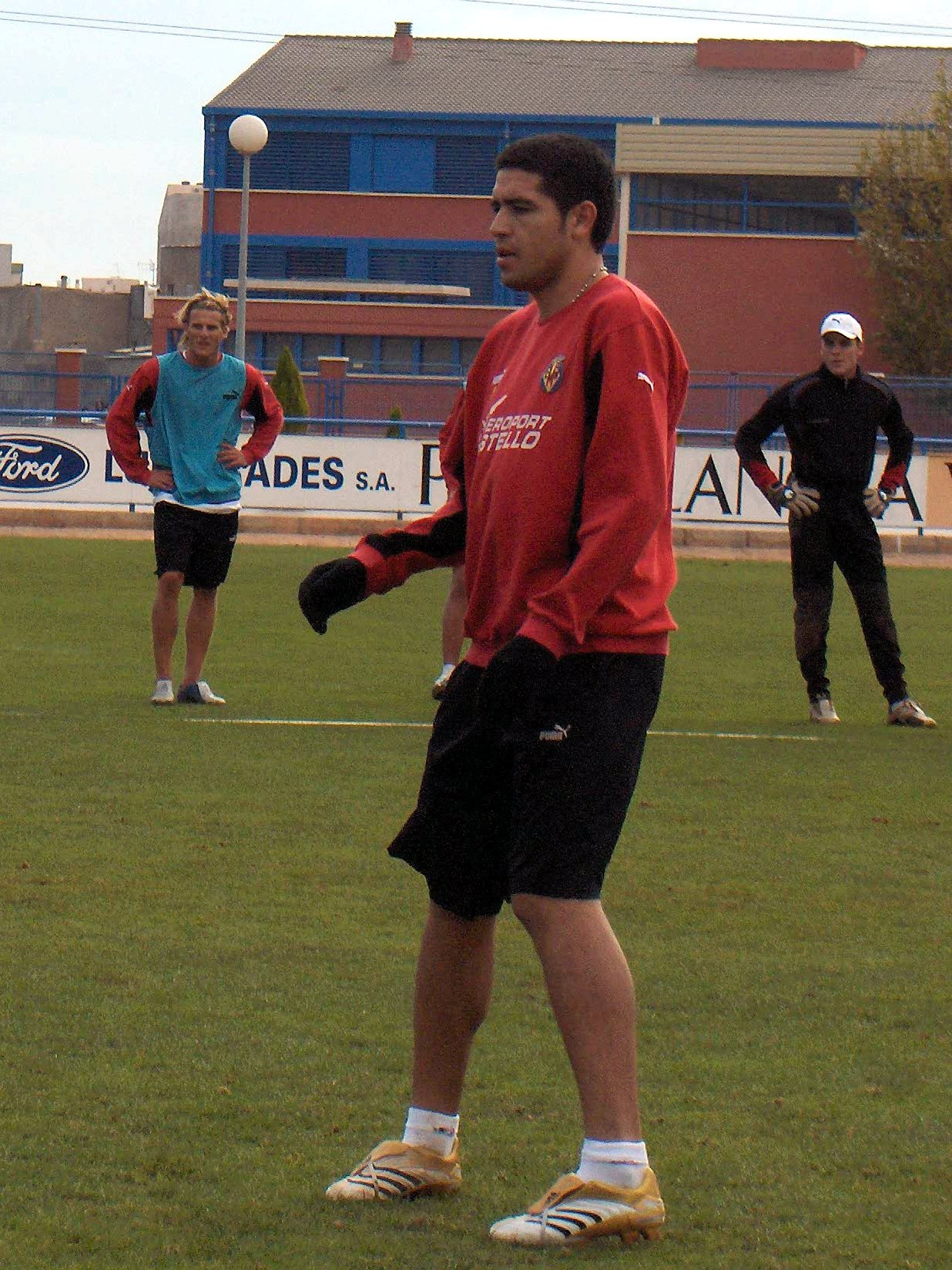
Riquelme entrenant amb el Vila-real (2005).

En el conjunt «submarí» va ser on va desplegar el seu major nivell en el futbol europeu, coronant ràpidament amb grans actuacions i desplegant un gran nivell. Va formar una recordada dupla d'atac juntament amb l'uruguaià Diego Forlán, conduïts tècnicament pel xilè Manuel Pellegrini. En la temporada 2004-05 li va ser concedit el Premi Don Balón al millor jugador estranger de La Lliga en aquesta campanya a més de ser el màxim assistent de la competició. Amb l'equip groc es va consagrar campió de l'extinta Copa Intertoto de la UEFA en l'edició de 2004. Aquest any, el Vila-real va aconseguir la tercera posició en la lliga i va decidir comprar el 75% de la seva fitxa.
Durant la temporada 2005-06 el Vila-real va disputar per primera vegada en la seva història la Lliga de Campions de la UEFA i la seva actuació va ser sorprenent; va arribar a les semifinals després de deixar en el camí a equips de la talla del Manchester United FC, Benfica, Glasgow Rangers i Inter de Milà, entre uns altres, però en aquesta instància va quedar eliminat a les mans de l'Arsenal FC. En el partit de tornada, Riquelme va tenir l'oportunitat d'aconseguir l'empat a través d'un penal xiulat a l'últim minut, que els hagués portat a la pròrroga. No obstant això, el seu tret va ser contingut per Jens Lehmann, deixant fora de la copa al Vila-real.
Les actuacions tan destacades de Riquelme en l'equip van portar a un club ignot del futbol espanyol als primers plànols del futbol mundial i el va instal·lar entre els clubs més destacats en l'actualitat del futbol espanyol. És considerat com un dels grans jugadors de la història del club.

## Retorn a Boca Juniors (2007)
El president de Boca Juniors, Mauricio Macri, va oferir la possibilitat que el club actues com a mediador en els conflictes del jugador amb el Vila-real. Va sol·licitar que Riquelme fos cedit fins al 30 de juny de 2007 i alhora pagar el seu salari, de dos milions de dòlars, per aquest període. Tant la directiva del Vila-real com Riquelme van acceptar i l'11 de febrer va ser presentat en conferència de premsa. El 17 de febrer va reaparèixer després de gairebé cinc anys a La Bombonera. La seva tornada, influenciada per una perllongada inactivitat, no va ser bona; enfront de Rosario Central Boca amb prou feines va empatar 1:1.
No obstant això, el seu rendiment va ser creixent. Per la fase de grups de la Copa Libertadores l'equip va tenir bon joc però els resultats no van ser els ideals, per la qual cosa va arribar a l'última data amb la necessitat de marcar almenys quatre gols davant el Club Bolívar a l'estadi de Vélez (a causa dels incidents l'any 2005 que havien suposat la suspensió de l'estadi). Boca va guanyar 7:0 aconseguint no solament la classificació sinó evitar viatjar a l'exterior, ja que la diferència de gol li permetia enfrontar a Vélez Sarsfield. En vuitens de final de la Libertadores va marcar dos gols (un gol olímpic) davant Vélez Sársfield (global 4:3) jugant superlativament i sent eix de l'equip. En cambres va tenir una destacada actuació davant Libertad del Paraguai de visitant marcant un gol encara que estava lesionat (global 3:1). El gol va ser el primer del partit, quan millor es defensava el rival.
En semifinals Boca va superar a Cúcuta de Colòmbia en un partit que es va jugar amb una visibilitat gairebé nul·la a causa de la boirina que hi havia aquell dia. El paper de Riquelme en la final contra Grêmio va ser decisiu. Previ al partit, va comentar que seria el seu últim partit a La Bombonera (almenys en aquesta etapa) i el desenllaç no va poder ser millor. Novament va ser figura, Boca va guanyar 3:0 i va ser acomiadat amb una ovació per tot el públic xeneize. El 20 de juny, en el partit final en Porto Alegre, va marcar els dos gols en la victòria 2:0. El resultat global va ser 5:0 (rècord en finals). Boca va aconseguir la seva sisena Copa Libertadores, sent aquesta la tercera per a Riquelme, golejador de l'equip amb vuit gols en onze jornades. Com va succeir en 2001, va ser triat el «Millor Jugador de la Final de la Copa Toyota Libertadores». En només cent vint-i-tres dies des de la seva tornada, va recuperar el seu millor nivell i acceptaria un nou anomenat del DT Alfio Basile per defensar la samarreta de la selecció argentina.

## Tornada al Vila-real (2007)
Quan el 30 de juny de 2007 va vèncer el préstec, Boca Juniors no va aconseguir obtenir l'extensió del mateix i Riquelme, després de prendre's unes vacances, va tornar al Vila-real CF. Si bé el jugador entrenava amb la resta de la plantilla, el tècnic Manuel Pellegrini (amb l'aprovació del president del club) va decidir no tenir-lo en compte per a la temporada. Encara que sense jugar en el seu club, amb la selecció va disputar quatre partits per eliminatòries i va marcar quatre gols, tres d'ells de tir lliure. Després d'una sèrie de negociacions entre el Vila-real i Boca Juniors, el club «xeneize» va decidir comprar la totalitat de la seva fitxa, per així fer-se dels seus serveis definitivament.

## Tercera etapa en Boca Juniors (2008-12)

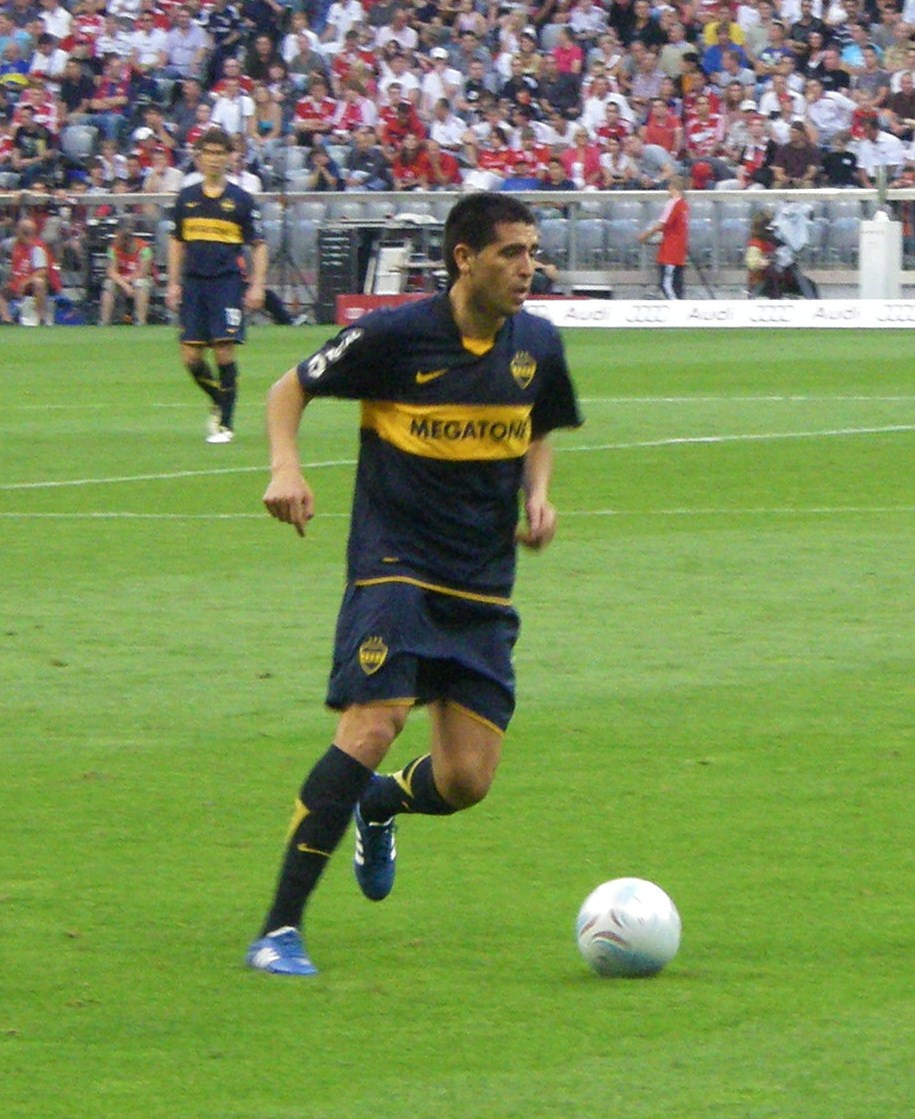
Juan Román Riquelme disputant la Copa Audi 2009.

Després de àrdues negociacions, el club de la Ribera va decidir abonar al Vila-real la suma de quinze milions de dòlars pel traspàs (mentre que el Vila-real va pagar per any aproximadament uns tres milions d'euros), sent així la suma més alta pagada per un club argentí per un jugador en tota la història. Va signar contracte des de finals de 2007 fins a 2010, però no va poder jugar el Mundial de Clubs d'aquell any, per disposició de la FIFA, que va adduir que no havia estat inclòs en la llista preliminar. El seu primer partit oficial en aquesta nova tornada va ser contra Rosario Central (1:1) pel torneig Clausura 2008. Es va poder veure a un Riquelme endarrerit en el camp i ordenant l'avanç cap a l'arc rival des del centre i amb menys velocitat encara que amb la tècnica intacta. També va disputar la Copa Libertadores, sent eliminat en semifinals pel Fluminense.
Al seu retorn, va disputar el partit de tornada de la Recopa Sud-americana en el qual Boca es va consagrar campió enfront de l'Arsenal de Sarandí, marcant un gol de tir lliure quan ja s'acabava el partit. Al desembre del 2008 Riquelme va aconseguir coronar-se amb Boca com a campió del Torneig Apertura, després d'una lluita tancada en les últimes dates després de la qual van emergir tres equips amb trenta-nou punts, Boca, Tigre i San Lorenzo de Almagro. La legislació vigent va disposar que es jugués un triangular final en terreny neutral a manera de desempat.
El primer partit es va tancar amb una victòria de Sant Lorenzo d'Almagro sobre Tigre per 2:1. El segon encreuament va enfrontar a Boca contra Sant Lorenzo d'Almagro, en un dels més recordats dels últims temps per la quantitat de targetes (catorze grogues i dues vermelles) i l'emotivitat del joc. Riquelme va tenir un paper destacat, executant el tir de cantonada que va antecedir al gol de cap de Lucas Viatri (1:0), assistint a Rodrigo Palacio (2:1) i participant en la jugada de l'últim gol de Cristian Chávez (3:1) que va deixar sense possibilitats de campionat al club de Boedo. Per haver rebut la seva cinquena amonestació, Riquelme no va poder jugar en l'última data del triangular, que va consagrar a Boca com a campió del torneig malgrat la derrota per 1:0 davant Tigre, per comptar amb millor diferencia de gol que el seu rival. En aquest torneig es va demostrar la importància de Riquelme per apuntalar a un equip que va sofrir les absències de les seves altres figures destacades (Martín Palermo i Rodrigo Palacio) durant gran part del campionat.
Per fi d'any, va rebre l'Olimpia de Plata al Futbolista Argentí de l'Any per tercera vegada en la seva carrera. Ja ho havia guanyat en el 2000 i 2001.

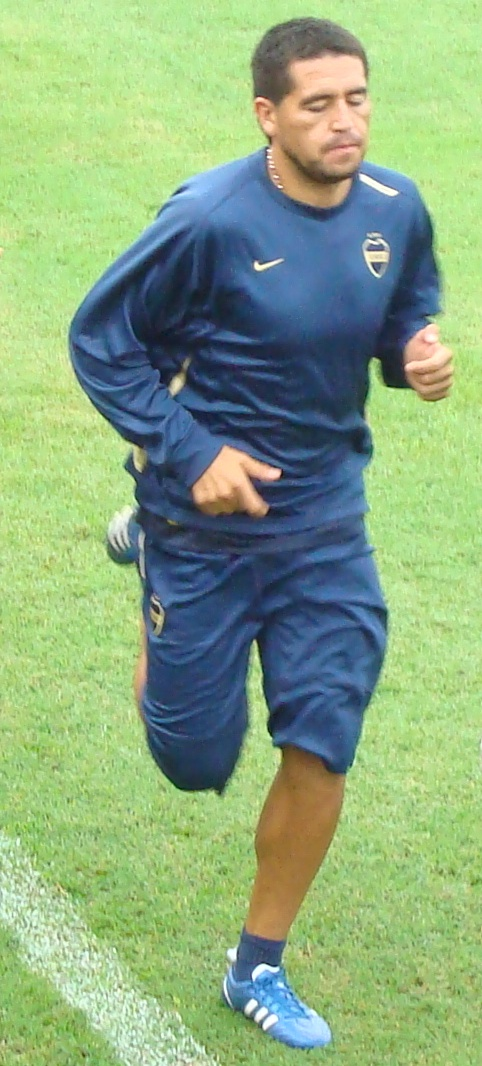
Riquelme en un entrenament amb Boca Juniors l'any 2009.

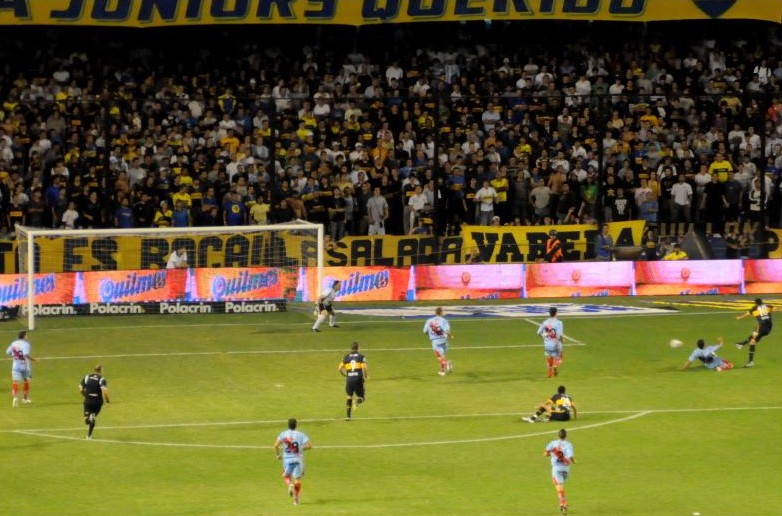
Riquelme convertint el 3:0 davant l'Arsenal l'any 2010.

L'any 2009 va començar una de les pitjors crisis que va viure el club, a la primera meitat d'any van ser eliminats en vuitens de final de la Copa Libertadores i van quedar lluny en la disputa del torneig. Per a la segona meitat d'any, Boca va quedar eliminat de la Copa Sud-americana ràpidament, i en el torneig va quedar lluny dels primers llocs. Al començament del 2010 va renunciar Basile després de mals resultats en l'estiu. Finalment en el torneig Clausura van acabar en el lloc 16°.
L'Apertura 2010 va començar amb una alta expectativa, però el club va acabar quedant fora de la baralla pel campionat ràpidament, arribant a perdre el clàssic amb River. Boca va finalitzar en el lloc 12°.
Des de juny de 2010 va intentar re-negociar el seu contracte per quatre anys amb el club Boca Juniors i aconseguir, així, el seu retir en el club. Està negociació serà segurament una de les més recordades en el futbol argentí. El club i el futbolista havien arribat a un acord el 28 de juliol de 2010, després d'una àrdua negociació en la qual s'havia acordat la continuïtat de Riquelme per quatre anys més. No obstant això, dies després, va sorgir un nou problema amb relació a qüestions impositives que va fer perillar la continuïtat del jugador a la institució. Finalment el 6 d'agost de 2010 es va solucionar el conflicte contractual del jugador.
El gener de 2011 Boca va contractar a Julio César Falcioni per deixar els mals resultats enrere. Va tenir un mal inici en el Clausura, quedant fora de la baralla pel títol ràpidament. No obstant això, va aconseguir recuperar-se i va aconseguir mantenir-se invicte durant deu jornades i guanyar l'últim superclásic davant River Plate. Riquelme va aconseguir donar bones actuacions i va marcar quatre gols, dels quals tres van ser de tir lliure.
El 2 de juliol de 2011, en el Museu de la Passió Boquense, finalment van mostrar l'estàtua de «Román», que va ser impulsada per seguidores de Boca. El «10» va estar present en l'acte i va confessar el molt que va significar això para ell: «Aquesta ha estat la major alegria en la meva carrera esportiva». Ja començat el torneig Torneig Apertura 2011, amb les incorporacions d'Agustín Orión, Rolando Schiavi i Darío Cvitanich, la tornada de Facundo Roncaglia, la titularitat de Lucas Viatri i amb un Riquelme recuperat, Boca va tenir un regular començament amb el 0:0 davant Olimpo. Va marcar el seu únic gol en el Torneig enfront de Unión de Santa Fe en la golejada per 4:0. Va ser titular en tots els partits (excepte contra CA Independiente), fins que una lesió contra CA Belgrano, a la jornada 11, li va impedir seguir jugant. Va tornar com a suplent, a la jornada 17, enfront de Banfield on es va consagrar campió invicte amb un contundent 3:0. Boca Juniors va sortir campió invicte de l'Apertura 2011.
A la Copa Argentina 2011-12, en primera ronda va empatar davant Santamarina de Tandil 1:1, en el gol de Facundo Roncaglia, Riquelme, va donar una gran assistència de tir lliure, en els penals guanyaria Boca per 4:3, Riquelme va convertir el seu penal. A segona ronda, davant Central Còrdova, Boca guanyaria 2:0, Riquelme no va participar d'aquest partit. En els vuitens de final, davant Olimpo, Boca va empatar 1:1 i va guanyar Boca en els penals per 11:10, Riquelme tampoc va disputar aquest partit. En els quarts de final van empatar 1:1 amb Rosario Central, Boca també va empatar 1:1, en els penals Boca guanyaria per 4:2, Riquelme no va disputar aquest partit. Però en les semifinals, Riquelme si va jugar, davant Deportivo Merlo, Boca va començar guanyant amb un gol de tir Lliure del mateix Román, però sobre el final, Merlo va empatar agónicament, una altra vegada en els penals, Boca va guanyar per 5:4, Riquelme va convertir picant el seu penal. Després de la sortida de Riquelme, Boca li va guanyar 2:1 a la final a Racing i va conquistar per segona vegada la Copa Argentina.
Començant el segon semestre, amb les incorporacions de Santiago Silva i Pablo Ledesma, Boca va tenir un gran començament de torneig. A la jornada 3, Riquelme va marcar un gol de tir lliure davant Newell's Old Boys, el partit acabaria 2:0. A la jornada 7, Román va marcar un gol davant Lanús, partit que va acabar en taules 2:2. A la 16ª jornada, davant Godoy Cruz, Román va buscar el seu gol, no ho va trobar, però va realitzar tres assistències, per als gols de Juan Manuel Insaurralde, Darío Cvitanich i Pablo Mouche, Riquelme va ser la figura d'aquest partit. Boca va tenir possibilitats de quedar com a únic equip capdavanter enfront de Banfield, però un empat 1:1, va deixar sense lideratge a Boca. A l'últim partit Boca tenia possibilitats de sortir campió sempre que Arsenal i Tigre no guanyessin i Boca guanyés, però Boca va perdre davant All Boys per 1:3; Riquelme no va disputar aquest partit. Boca Juniors va acabar en la quarta posició en el Clausura 2012.
Boca no va tenir un gran començament en la Copa Libertadores 2012, ja que en el primer partit Boca va igualar amb el Zamora F. C. 0:0. I en la 2ª jornada va perdre amb Fluminense per 1:2, ja es dubtava la classificació de Boca als vuitens de final. Però Boca va guanyar totes les jornades que li quedaven i es va classificar. Va guanyar davant Arsenal 2:1 en l'anada i 2:0 en la tornada. Va guanyar, a l'anada, davant Fluminense per 2:0. En la revenja, a La Bombonera, va guanyar Boca davant Zamora amb un gol de Juan Román, el partit va acabar 2:0. D'aquesta forma, Boca, va classificar als vuitens de final de la copa, com a millor segon.
A l'anada dels vuitens de final, Boca va guanyar davant la Unió Espanyola de Xile 2:1, amb un gol de Riquelme, però la victòria va tenir un preu, la lesió de Pablo Ledesma, que el va deixar fora dels camps de joc un mes. En la volta dels vuitens de final, Boca va guanyar per 3:2, amb un gol de Riquelme i dues notables assistències en els gols, amb aquest gol Riquelme va igualar a Martín Palermo en quantitat de gols en la Copa Libertadores, de Boca. En l'anada dels quarts de final va arribar una altra vegada Fluminense i va guanyar l'anada per 1:0. A la tornada dels quarts de final, Boca va començar perdent per 1:0, sobre el final, agónicament van empatar, amb gol de Santiago Silva i va classificar a les semifinals. A l'anada de les semifinals, Boca li va guanyar a la Universitat de Xile per 2:0, Riquelme va ser la figura d'aquest partit, gràcies a les seves grans assistències i intervencions. En l'anada de la final, Boca va empatar amb el Corinthians 1:1 amb gol de Facundo Roncaglia i Romarinho. A la tornada, Boca va perdre 2:0 amb gols d'Emerson, perdent la seva quarta final de Libertadores.
Després del partit, Riquelme va anunciar que no continuaria en el club. Sent un dels màxims ídols de la història del club, la seva sortida definitiva va marcar la fi d'un cicle per a Boca. De totes maneres Juan Carlos Crespi, vicepresident, va aclarir que segurament Juan Román Riquelme tornaria a Boca.

## Quarta etapa a Boca Juniors (2013-14)
Finalment, el 8 de febrer de 2013, després de dos intents fallits per part del club cercant de la seva tornada, Juan Román Riquelme va tornar a l'equip Xeneize, acompanyant a la tornada de Carlos Bianchi. Tres dies més tard, va iniciar les pràctiques amb el planter professional. El 3 de març, el futbolista va tornar a vestir la núm. 10 en la disputa del partit en el qual el seu equip va caure per 1:3 davant Unión de Santa Fe.
El 30 de març de 2014 va marcar un gol de tir lliure en el Superclásic, però no va poder evitar que el seu equip perdés 2:1 davant River.

## Argentinos Juniors (2014)
A mitjans del 2014 va vèncer el seu contracte amb Boca i la direcció va decidir no renovar-li el vincle, per la qual cosa se'n va anar a Argentinos Juniors, el club que el va veure néixer i que es trobava a la recerca de l'ascens, sent confirmat l'acord el 17 de juliol. El 7 de desembre de 2014 va aconseguir tornar amb Argentinos Juniors a la màxima categoria del futbol argentí. Va jugar divuit partits i va fer cinc gols i dies després de l'ascens d'Argentinos es va desvincular del club. Va anunciar la seva retirada del futbol professional el 25 de gener de 2015, amb la intenció de presentar-se com a candidat per ser president de Boca Juniors l'any 2019.

## Internacional

### Selecció juvenil
L'estiu de 1996, va formar part d'un seleccionat argentí sub-18 dirigit per José Pékerman que va disputar a l'Uruguai la "Copa Punta de l'Est" i es va proclamar campió exercint-se com a volant central. Al començament de 1997, Pekerman el va convocar a la selecció argentina sub-20 amb motiu del Campionat Sud-americà Sub-20 realitzat a Xile. Riquelme va jugar els nou partits del certamen i va marcar 3 gols, destacant-se la seva conquesta enfront de Brasil en una victòria per 2-0. Argentina es va consagrar campió sud-americà després de 30 anys. Després, va participar de la Copa Mundial Sub-20 realitzada a Malàisia. El 5 de juliol de 1997 Argentina es va consagrar campió després de vèncer a Uruguai 2-1. Riquelme va ser el capità de l'equip a la final, i va finalitzar el torneig amb 4 gols en 7 partits, convertint-se en la gran figura del certamen. Després dels èxits aconseguits en la selecció sub-20, Daniel Passarella el va citar a la Selecció estatal per a l'última data de les eliminatòries del Mundial de França 98. El partit es va disputar a l'estadi de Boca Juniors, i Riquelme, amb 19 anys, va ingressar en els últims minuts de l'empat 1-1 enfront de la selecció colombiana. Cap a maig de 1998, Pekerman va tornar a cridar-lo, aquesta vegada per formar part del seleccionat argentí sub-21 en el torneig Joves Esperances de Toulon a França. Argentina va ser campió, Riquelme va disputar els cinc partits i va ser premiat pels organitzadors com el Millor Jugador del Torneig. L'any 2000, José Pékerman el va convocar al seleccionat sub-23 que disputava el Torneig Preolímpic Sud-americà Sub-23 del 2000 al Brasil. No obstant això, l'equip conformat amb la base del campió juvenil va quedar sorpresivament fora dels Jocs Olímpics de Sídney 2000. Riquelme va marcar un gol (de penal) en la competició.

### Copa Amèrica 1999
Riquelme va ser inclòs en l'equip argentí de 22 homes per la Copa Amèrica 1999 que es disputava al Paraguai, vestint la samarreta número 22. Va ser un dels sis jugadors de Boca Juniors seleccionats en l'equip. Va jugar en el partit inaugural de la fase de grups, una victòria de 3-1 contra Equador l'1 de juliol de 1999. Va ser reemplaçat en el minut 90 per Diego Cagna. En el segon partit de la fase de grups, el 4 de juliol de 1999, Riquelme va jugar els 90 minuts complets en una derrota per 3-0 davant Colòmbia. El 7 de juliol de 1999, novament va jugar els 90 minuts complets en el tercer partit de la fase de grups, una victòria per 2-0 sobre Equador. Argentina va acabar en el segon lloc del seu respectiu grup amb sis punts, enfrontant a Brasil en els quarts de final l'11 de juliol de 1999. Riquelme va jugar el partit que va acabar en derrota per a Argentina 2-1.

### Copa FIFA Confederacions 2005

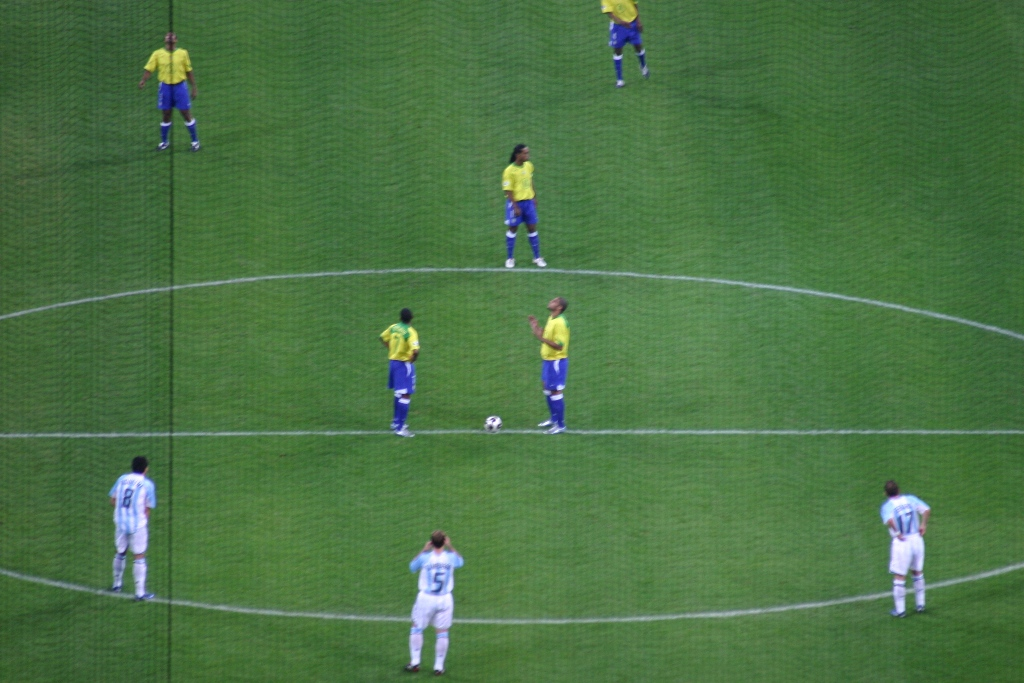
Riquelme #8 abans que comenci la final

Sota la direcció de l'ex entrenador de l'equip juvenil nacional José Pékerman, Riquelme va ser convocat per la Copa FIFA Confederacions 2005 al juny, on va lluir la samarreta número 8. Va jugar en el partit inaugural de la fase de grups contra Tunísia el 15 de juny, obrint el marcador en convertir un penal en el minut 33, finalment Argentina va obtenir una victòria de 2-1. El 18 de juny, Argentina es va enfrontar a Austràlia en el segon partit de la fase de grups. Ja guanyant 1-0, Riquelme va marcar un penal en el minut 31 per donar-li a Argentina un avantatge de 2-0 i després va guanyar 4-2. En el tercer partit de la fase de grups, davant l'amfitrió Alemanya el 21 de juny, Riquelme va marcar un gol en el minut 33 per a Argentina amb prou feines quatre minuts després que Alemanya prengués la davantera. El partit va acabar en 2-2 i Argentina va obtenir set punts, juntament amb Alemanya, va avançar a la següent ronda del torneig.
El 26 de juny, Argentina es va enfrontar a Mèxic en la semifinal. Després del temps extra, el partit va quedar empatat a 1-1 i va conduir a una tanda de penals. Riquelme va convertir el primer punt de penal de l'Argentina, guanyant l'equip al final 6-5 en els penals. El 29 de juny, Argentina es va enfrontar a Brasil en la final. Riquelme va jugar els 90 minuts complets on Argentina va ser derrotada per 4-1 en el Commerzbank-Arena de Frankfurt del Main. Riquelme va ser guardonat com el guanyador del la Pilota de Plata, sent el segon millor jugador en el torneig.

### Copa Mundial de Futbol 2006
Pékerman li assigna per primera vegada a Riquelme la històrica samarreta número 10 de la selecció (fins llavors usava la Nº 8). Des de l'inici del seu cicle, Pekerman va confiar en ell com a eix de l'equip nacional. En els partits de la fase de grups Argentina va finalitzar en primer lloc. En el debut, es va imposar 2-1 a Costa d'Ivori. El 14 de juny, la selecció va jugar el seu millor partit i va vèncer amb un categòric 6-0 a Sèrbia i Montenegro. L'últim partit de la fase de grups va ser un 0-0 davant Països Baixos.
En vuitens de final, Argentina es va enfrontar a Mèxic i va guanyar en temps suplementari 2-1. Enfront de l'equip amfitrió, Alemanya, va tenir total participació en la conquesta del gol argentí: va executar un centre precís perquè Roberto Ayala obrís el marcador, fins i tot el defensor argentí va festejar el gol assenyalant a Riquelme i cridant-li "és teu, és teu". En el segon temps, Pekerman va decidir reemplaçar-ho i una vegada fora, als pocs minuts va empatar Alemanya. Després de la paritat en el temps suplementari, l'equip local es va imposar per penals 4-2 i va deixar fora de la competència als argentins.
Riquelme va tancar la seva participació en el Mundial amb 5 assistències servides, una a Saviola i una altra després d'un córner que derivà en el gol d'Ayala i cap gol convertit.
Al setembre de 2006 va ser convocat pel nou entrenador de la selecció nacional Alfio Basile, qui el va nomenar capità de l'equip. Amb pocs entrenaments, l'equip va enfrontar a Brasil i fou golejat 0-3. Novament, Riquelme va rebre gran part de les crítiques i responsabilitats per la derrota. A Buenos Aires, això va afectar la salut de la seva mare -internada en dues oportunitats-, motiu pel qual, després de parlar amb Basile, va donar a conèixer públicament la seva renúncia a la selecció argentina en un reportatge per TV.

### Copa Amèrica 2007

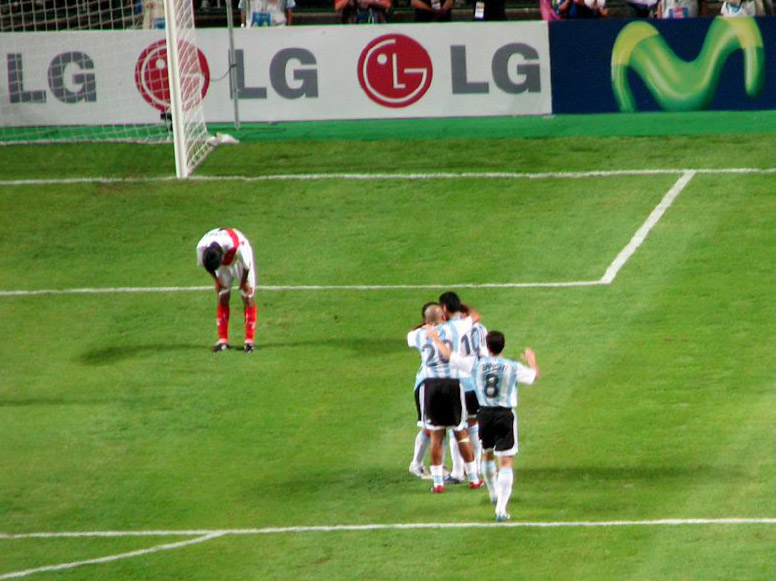
Riquelme al costat dels seus companys celebrant un gol a la Copa Amèrica 2007.

En la matinada de l'endemà d'aconseguir la Copa Libertadores 2007 amb Boca Juniors, va tornar a Buenos Aires i va partir amb la selecció a disputar la Copa Amèrica 2007 a Veneçuela. Malgrat no tenir més que una setmana d'entrenament amb la resta de l'equip, va tenir una acceptable actuació en el debut davant Estats Units, triomf per 4-1. Enfront de Colòmbia va marcar un gol de cap i un altre de tir lliure en la victòria argentina 4-2. El 8 de juliol de 2007, en el 4-0 enfront de Perú novament va marcar dos gols (un amb cada peu) i va assistir a Lionel Messi amb una gran passada "entre línies". Ja en les semifinals del torneig, enfrontant a Mèxic, va assistir en una jugada preparada a Gabriel Heinze i va executar amb classe un penal (amb un suau tret per sobre del porter) en el definitiu 3-0.
Malgrat el bon nivell desplegat al llarg del certamen, Argentina va haver de conformar-se amb el subcampionat, ja que va ser derrotat per 0-3 en la final davant Brasil. Riquelme va ser el golejador del seleccionat argentí, marcant una miqueta menys que Robinho, qui fet i fet va resultar el màxim golejador del torneig.

### Jocs Olímpics 2008

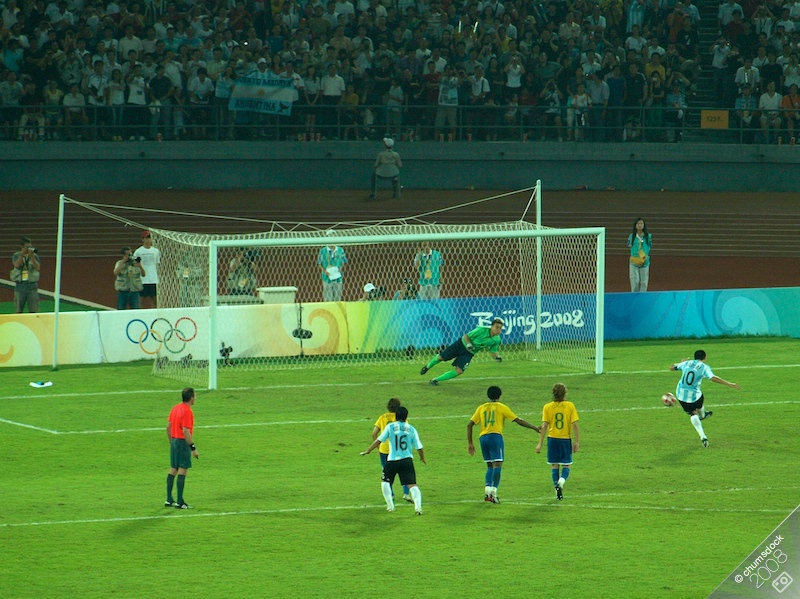
Marcant un gol de penal davant Brasil.

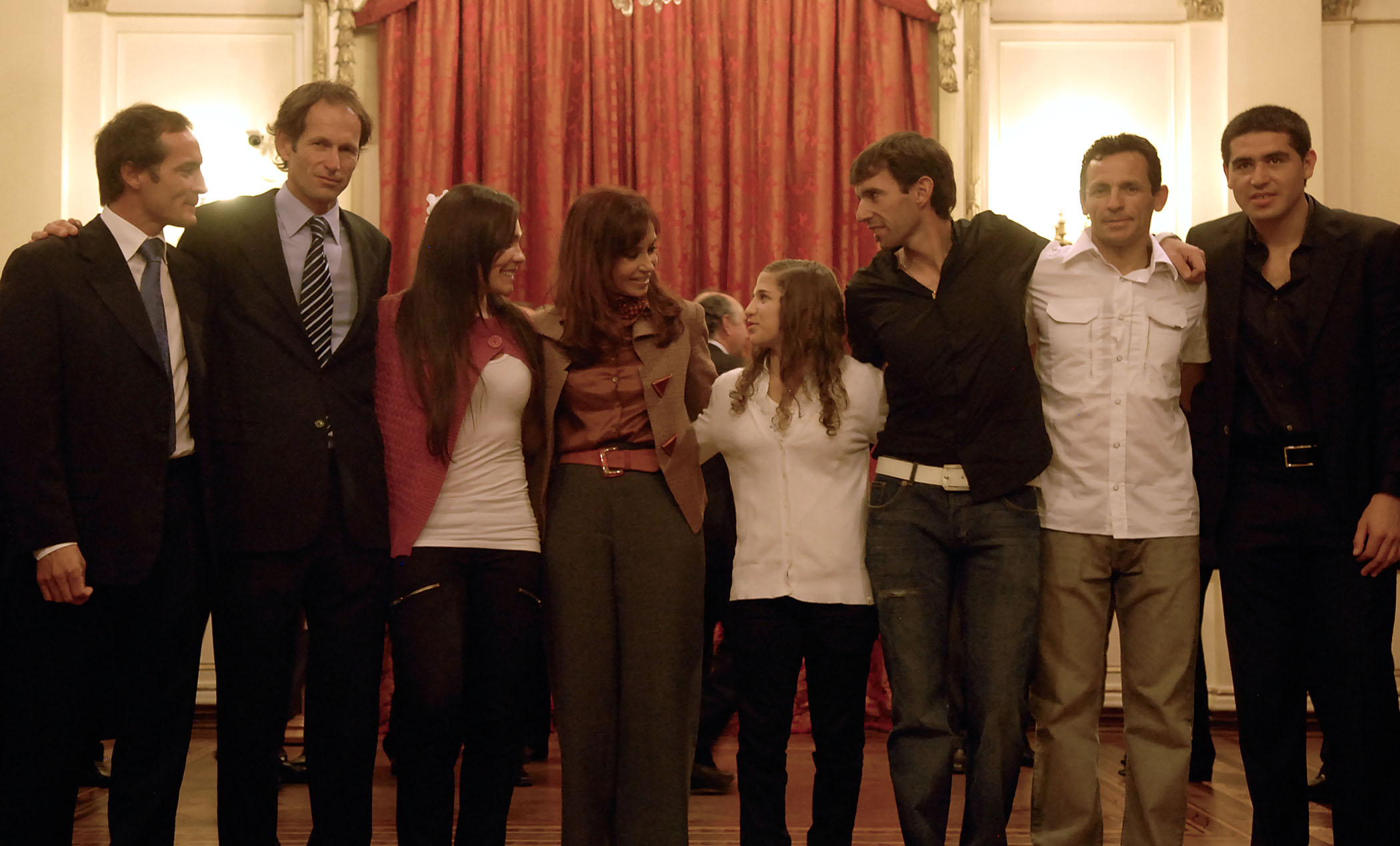
La llavors presidenta Cristina Fernández de Kirchner rep als medallistes olímpics a la Casa Rosada. D'esquerra a dreta: Carlos Espínola, Santiago Lange, Noel Barrionuevo, Presidenta, Paula Pareto, Walter Pérez, Juan Curuchet, Juan Román Riquelme.

L'agost de 2008, Riquelme va ser el capità de la selecció argentina que va obtenir la medalla d'or al futbol masculí, en els Jocs Olímpics de Pequín. Va ser, al costat de Javier Mascherano i Nicolás Pareja, un dels tres jugadors majors de 23 anys seleccionats pel director tècnic Sergio Batista. L'equip va aconseguir superar la primera fase, quedant primer amb 9 punts, en derrotar a Costa d'Ivori (2-1), Austràlia (1-0) i a Sèrbia (2-0). En quarts de final es va enfrontar als Països Baixos, aconseguint una victòria per 2-1, després del gol de Ángel di María al temps extra. En semifinal li va tocar jugar contra Brasil, on va marcar un gol de penal per segellar la victòria de la seva selecció per 3-0. Finalment va obtenir la medalla d'or del torneig en guanyar-li la final a Nigèria per 1-0.

### Renúncia a la Selecció Argentina 2009
El març de 2009, en una entrevista que va brindar per televisió al Canal 13 de l'Argentina, Juan Román Riquelme va anunciar la seva renúncia definitiva i indeclinable a la selecció de futbol de l'Argentina, dirigida per Diego Armando Maradona, per diferències personals amb el tècnic. La raó que se suposa va ser un comentari dit pel director tècnic sobre el seu nivell en dos partits que va jugar amb el seu club Boca Juniors.

### Superclàssic de les Amèriques 2011
Al setembre del 2011 Riquelme havia estat convocat per Alejandro Sabella per disputar el Superclàssic de les Amèriques contra Brasil en un partit d'anada i tornada. No obstant això més tard va sofrir una fatiga muscular en el isquiotibial en un partit amb Boca Juniors, per la qual cosa no va poder disputar els partits, en els quals Argentina va empatar el partit d'anada i va perdre per 2 a 0 el de tornada. Aquesta va ser la seva última convocatòria.

## Estadístiques

### Clubs
La següent taula detalla els partits disputats i els gols marcats per Riquelme en els clubs en els quals va militar.
| Club                           | Div.                     | Temporada                | Lliga   | Lliga | Lliga  | Copes Nacionals | Copes Nacionals | Copes Nacionals | Copes Internacionals | Copes Internacionals | Copes Internacionals | Total   | Total | Total  | Mitjana golejadora |
| Club                           | Div.                     | Temporada                | Partits | Gols  | Asist. | Partits         | Gols            | Asist.          | Partits              | Gols                 | Asist.               | Partits | Gols  | Asist. | Mitjana golejadora |
| ------------------------------ | ------------------------ | ------------------------ | ------- | ----- | ------ | --------------- | --------------- | --------------- | -------------------- | -------------------- | -------------------- | ------- | ----- | ------ | ------------------ |
| Boca Juniors · Argentina       | 1a.                      | 1996-97                  | 22      | 4     | 6      | -               | -               | -               | 0                    | 0                    | 0                    | 22      | 4     | 6      | 0,18               |
| Boca Juniors · Argentina       | 1a.                      | 1997-98                  | 19      | 0     | 4      | -               | -               | -               | 2                    | 0                    | 1                    | 21      | 0     | 5      | 0,00               |
| Boca Juniors · Argentina       | 1a.                      | 1998-99                  | 37      | 10    | 12     | -               | -               | -               | 5                    | 0                    | 2                    | 42      | 10    | 14     | 0,23               |
| Boca Juniors · Argentina       | 1a.                      | 1999-00                  | 24      | 4     | 15     | -               | -               | -               | 16                   | 3                    | 5                    | 40      | 7     | 20     | 0,17               |
| Boca Juniors · Argentina       | 1a.                      | 2000-01                  | 27      | 10    | 10     | -               | -               | -               | 14                   | 3                    | 4                    | 41      | 13    | 14     | 0,31               |
| Boca Juniors · Argentina       | 1a.                      | 2001-02                  | 22      | 10    | 18     | -               | -               | -               | 6                    | 0                    | 4                    | 28      | 10    | 22     | 0,35               |
| Boca Juniors · Argentina       | 1a.                      | 2007                     | 15      | 2     | 8      | -               | -               | -               | 11                   | 8                    | 3                    | 26      | 10    | 11     | 0,38               |
| Boca Juniors · Argentina       | 1a.                      | 2008                     | 10      | 1     | 5      | -               | -               | -               | 10                   | 4                    | 6                    | 20      | 5     | 11     | 0,25               |
| Boca Juniors · Argentina       | 1a.                      | 2008-09                  | 28      | 5     | 12     | -               | -               | -               | 7                    | 5                    | 4                    | 35      | 10    | 16     | 0,25               |
| Boca Juniors · Argentina       | 1a.                      | 2009-10                  | 24      | 3     | 12     | -               | -               | -               | 2                    | 0                    | 0                    | 26      | 3     | 12     | 0,11               |
| Boca Juniors · Argentina       | 1a.                      | 2010-11                  | 13      | 4     | 1      | -               | -               | -               | -                    | -                    | -                    | 13      | 4     | 1      | 0,30               |
| Boca Juniors · Argentina       | 1a.                      | 2011-12                  | 23      | 4     | 8      | 2               | 1               | 1               | 13                   | 3                    | 6                    | 38      | 9     | 15     | 0,21               |
| Boca Juniors · Argentina       | 1a.                      | 2012-13                  | 5       | 0     | 0      | 1               | 0               | 0               | 7                    | 2                    | 1                    | 13      | 2     | 1      | 0,15               |
| Boca Juniors · Argentina       | 1a.                      | 2013-14                  | 23      | 7     | 5      | 0               | 0               | 0               | -                    | -                    | -                    | 23      | 7     | 5      | 0,26               |
| Boca Juniors · Argentina       | Total                    | Total                    | 292     | 64    | 116    | 3               | 1               | 1               | 93                   | 27                   | 36                   | 388     | 92    | 153    | 0,22               |
| FC Barcelona · Catalunya       | 1a.                      | 2002-03                  | 30      | 3     | 8      | 1               | 1               | 0               | 11                   | 2                    | 3                    | 42      | 6     | 11     | 0,14               |
| FC Barcelona · Catalunya       | Total                    | Total                    | 30      | 3     | 8      | 1               | 1               | 0               | 11                   | 2                    | 3                    | 42      | 6     | 11     | 0,14               |
| Vila-real CF · País Valencià   | 1a.                      | 2003-04                  | 33      | 8     | 10     | 3               | 1               | 1               | 12                   | 4                    | 4                    | 48      | 13    | 15     | 0,27               |
| Vila-real CF · País Valencià   | 1a.                      | 2004-05                  | 35      | 16    | 17     | 0               | 0               | 0               | 9                    | 2                    | 5                    | 44      | 18    | 22     | 0,38               |
| Vila-real CF · País Valencià   | 1a.                      | 2005-06                  | 25      | 12    | 10     | 1               | 0               | 0               | 12                   | 2                    | 6                    | 38      | 14    | 16     | 0,37               |
| Vila-real CF · País Valencià   | 1a.                      | 2006                     | 13      | 1     | 6      | 0               | 0               | 0               | 0                    | 0                    | 0                    | 13      | 1     | 6      | 0,07               |
| Vila-real CF · País Valencià   | Total                    | Total                    | 106     | 37    | 43     | 4               | 1               | 1               | 33                   | 8                    | 15                   | 144     | 46    | 59     | 0,31               |
| Argentinos Juniors · Argentina | 2a.                      | 2014                     | 15      | 3     | 3      | 3               | 2               | 0               | -                    | -                    | -                    | 18      | 5     | 3      | 0,40               |
| Argentinos Juniors · Argentina | Total                    | Total                    | 15      | 3     | 3      | 3               | 2               | 0               | -                    | -                    | -                    | 18      | 5     | 3      | 0,40               |
| Total en la seva carrera       | Total en la seva carrera | Total en la seva carrera | 443     | 107   | 170    | 11              | 5               | 2               | 138                  | 38                   | 54                   | 592     | 149   | 226    | 0,25               |
| 1. 2. 3.                       |                          |                          |         |       |        |                 |                 |                 |                      |                      |                      |         |       |        |                    |

Font: Historia de Boca Juniors

### Seleccions nacionals
| Selecció                       | Any   | Amistós | Amistós | Amistós | Sud-americà | Sud-americà | Sud-americà | Copa Amèrica | Copa Amèrica | Copa Amèrica | Mundial | Mundial | Mundial | Eliminatories | Eliminatories | Eliminatories | Confederacions | Confederacions | Confederacions | Jocs Olímpics | Jocs Olímpics | Jocs Olímpics | Total | Total | Total |
| Selecció                       | Any   | PJ      | G       | A       | PJ          | G           | A           | PJ           | G            | A            | PJ      | G       | A       | PJ            | G             | A             | PJ             | G              | A              | PJ            | G             | A             | PJ    | G     | A     |
| Argentina Sub-20 · Argentina   | 1997  | 0       | 0       | 0       | 9           | 3           | 3           | -            | -            | -            | 7       | 4       | 6       | -             | -             | -             | -              | -              | -              | -             | -             | -             | 16    | 7     | 9     |
| Argentina Sub-20 · Argentina   | 1998  | 5       | 0       | 2       | -           | -           | -           | -            | -            | -            | -       | -       | -       | -             | -             | -             | -              | -              | -              | -             | -             | -             | 5     | 0     | 2     |
| Argentina Sub-20 · Argentina   | Total | 5       | 0       | 2       | 9           | 3           | 3           | -            | -            | -            | 7       | 4       | 6       | -             | -             | -             | -              | -              | -              | -             | -             | -             | 21    | 7     | 11    |
| Argentina Olímpica · Argentina | 2000  | -       | -       | -       | 3           | 1           | 0           | -            | -            | -            | -       | -       | -       | -             | -             | -             | -              | -              | -              | -             | -             | -             | 3     | 1     | 0     |
| Argentina Olímpica · Argentina | 2008  | 2       | 0       | 1       | -           | -           | -           | -            | -            | -            | -       | -       | -       | -             | -             | -             | -              | -              | -              | 5             | 1             | 1             | 7     | 1     | 2     |
| Argentina Olímpica · Argentina | Total | 2       | 0       | 1       | 3           | 1           | 0           | -            | -            | -            | -       | -       | -       | -             | -             | -             | -              | -              | -              | 5             | 1             | 1             | 10    | 2     | 2     |
| Argentina · Argentina          | 1997  | 1       | 0       | 0       | -           | -           | -           | -            | -            | -            | -       | -       | -       | -             | -             | -             | -              | -              | -              | -             | -             | -             | 1     | 0     | 0     |
| Argentina · Argentina          | 1999  | 1       | 0       | 0       | -           | -           | -           | 4            | 0            | 3            | -       | -       | -       | -             | -             | -             | -              | -              | -              | -             | -             | -             | 5     | 0     | 3     |
| Argentina · Argentina          | 2002  | 1       | 0       | 0       | -           | -           | -           | -            | -            | -            | -       | -       | -       | -             | -             | -             | -              | -              | -              | -             | -             | -             | 1     | 0     | 0     |
| Argentina · Argentina          | 2003  | 3       | 1       | 0       | -           | -           | -           | -            | -            | -            | -       | -       | -       | -             | -             | -             | -              | -              | -              | -             | -             | -             | 3     | 1     | 0     |
| Argentina · Argentina          | 2004  | 2       | 0       | 0       | -           | -           | -           | -            | -            | -            | -       | -       | -       | 4             | 1             | 2             | -              | -              | -              | -             | -             | -             | 6     | 1     | 2     |
| Argentina · Argentina          | 2005  | 3       | 1       | 2       | -           | -           | -           | -            | -            | -            | -       | -       | -       | 5             | 2             | 0             | 5              | 3              | 1              | -             | -             | -             | 13    | 6     | 3     |
| Argentina · Argentina          | 2006  | 3       | 0       | 0       | -           | -           | -           | -            | -            | -            | 5       | 0       | 4       | -             | -             | -             | -              | -              | -              | -             | -             | -             | 8     | 0     | 4     |
| Argentina · Argentina          | 2007  | 0       | 0       | 0       | -           | -           | -           | 5            | 5            | 3            | -       | -       | -       | 4             | 4             | 1             | -              | -              | -              | -             | -             | -             | 9     | 9     | 4     |
| Argentina · Argentina          | 2008  | 0       | 0       | 0       | -           | -           | -           | -            | -            | -            | -       | -       | -       | 5             | 0             | 1             | -              | -              | -              | -             | -             | -             | 5     | 0     | 1     |
| Argentina · Argentina          | Total | 14      | 2       | 2       | -           | -           | -           | 9            | 5            | 6            | 5       | 0       | 4       | 18            | 7             | 4             | 5              | 3              | 1              | -             | -             | -             | 51    | 17    | 17    |
| Total                          | Total | 21      | 2       | 5       | 12          | 4           | 3           | 9            | 5            | 6            | 12      | 4       | 10      | 18            | 7             | 4             | 5              | 3              | 1              | 5             | 1             | 1             | 82    | 26    | 30    |
| 1.                             |       |         |         |         |             |             |             |              |              |              |         |         |         |               |               |               |                |                |                |               |               |               |       |       |       |

### Participacions en fases finals
| Competició                            | Seu       | Resultat        | Partits | Gols |
| ------------------------------------- | --------- | --------------- | ------- | ---- |
| Sud-americà Sub-20 de 1997            | Xile      | Campió          | 9       | 3    |
| Copa Mundial Sub-20 de 1997           | Malàisia  | Campió          | 7       | 4    |
| Torneig Esperances de Toulon de 1998  | França    | Campió          | 5       | 0    |
| Copa Amèrica 1999                     | Paraguai  | Quarts de final | 4       | 0    |
| Preolímpic Sud-americà Sub-23 de 2000 | Brasil    | Tercer lloc     | 3       | 1    |
| Copa Confederacions 2005              | Alemanya  | Subcampió       | 5       | 3    |
| Copa Mundial de Futbol de 2006        | Alemanya  | Quarts de final | 5       | 0    |
| Copa Amèrica 2007                     | Veneçuela | Subcampió       | 6       | 5    |
| Jocs Olímpics de Pequín 2008          | Pequín    | Campió          | 6       | 1    |

### Participacions en Eliminatòries
| Eliminatòria      | Resultat    | PJ | G |
| ----------------- | ----------- | -- | - |
| Eliminatòria 1998 | Classificat | 1  | 0 |
| Eliminatòria 2006 | Classificat | 9  | 3 |
| Eliminatòria 2010 | Classificat | 7  | 4 |

### Resum estadístic
|                    | Partits | Gols | Assistències | Mitjana | Mitjana | + assistència | Mitjana |
| ------------------ | ------- | ---- | ------------ | ------- | ------- | ------------- | ------- |
| Boca Juniors       | 597     | 166  | 153          | 0,23    | 0,43    | 239           | 0,62    |
| Vila-real CF       | 144     | 46   | 59           | 0,32    | 0,41    | 105           | 0,72    |
| FC Barcelona       | 42      | 6    | 11           | 0,14    | 0,23    | 17            | 0,38    |
| Argentinos Juniors | 18      | 5    | 3            | 0,42    | 0,21    | 8             | 0,44    |
| Selecció Sub-20    | 21      | 7    | 11           | 0,28    | 0,52    | 18            | 0,85    |
| Selecció Olímpica  | 10      | 2    | 2            | 0,20    | 0,42    | 4             | 0,30    |
| Selecció Argentina | 51      | 17   | 17           | 0,33    | 0,33    | 34            | 0,66    |
| TOTAL              | 674     | 185  | 256          | 0,25    | 0,40    | 425           | 0,63    |